# Керасея (Кардица)
Керасе́я (греч. Κερασέα, ή Κερασιά) — горное село в Греции. Находится на высоте 904 метров над уровнем моря, в трёх километрах к северо-западу от водохранилища Тавропос, так называемого «озера Пластира», в 22 километрах к западу от города Кардица и в 234 километрах к северо-западу от Афин. Входит в общину Лимни-Пластира в периферийной единице Кардица в периферии Фессалия. Согласно переписи 2011 года население 299 человек. Жители занимаются сельским хозяйством, пчеловодством и животноводством.
Впервые село упоминается в грамоте царя Сербии Стефана Душана в 1343 году.
В 1881 году село вошло в состав королевства Греция. Село официально признано в 1883 году (ΦΕΚ 126Α) как Керасья́ (Κερασιά), в 1940 году переименовано в Керасею. Название села происходит от греч. кερασιά, «черешня».
В селе есть много водных источников, большое количество кофеен. Река Керасьотис (Κερασιώτης ποταμός) стекает с окружающих гор и протекает по краю села. Рядом с деревней находится пещера Калойеройяни (Σπήλαιο Καλογερογιάννη) со сталактитами. В селе находится памятник Георгиосу Караискакису и его отряду, церкви Живоносного Источника, Пророка Илии и Успения Пресвятой Богородицы, традиционные мельницы Бурала (Μπουραλά) и Антонакиса (Αντωνάκης).
Керасья находится на пересечении дорог от Музакиона в Кардицу и из Кардицы в горные деревни Аграфы.

## Сообщество Керасея
Сообщество Керасья создано в 1912 году (ΦΕΚ 262Α), в 1940 году село и сообщество переименованы в Керасею. В сообщество входит село Неврополи (Νεβρόπολη). Население 390 жителей по переписи 2011 года. Площадь 14,003 квадратных километров.
| Населённый пункт | Население (2011), человек |
| ---------------- | ------------------------- |
| Керасея          | 299                       |
| Неврополи        | 91                        |

## Население
| Год  | Население, человек |
| ---- | ------------------ |
| 1991 | 263                |
| 2001 | 234                |
| 2011 | ↗ 299              |